# Augustusburg
Augustusburg è una città di 4 495 abitanti del libero stato della Sassonia, Germania, nel circondario della Sassonia centrale.

## Storia
Il 1º gennaio 1999 alla città di Augustusburg vennero aggregati i comuni di Erdmannsdorf e Hennersdorf.